# Janusz Meder
Janusz Meder (ur. 22 listopada 1947 w Chorzowie) – polski lekarz, onkolog i radioterapeuta, doktor nauk medycznych, od 2000 prezes stowarzyszenia Polska Unia Onkologii.

## Życiorys
Uczył się w Liceum Ogólnokształcącym im. Tadeusza Reytana w Warszawie, następnie studiował w Akademii Medycznej w Warszawie, którą ukończył w 1972. Uzyskał stopień doktora nauk medycznych (1979), a także specjalizacje I i II stopnia w zakresie onkologii i radioterapii.
Od 1972 zawodowo związany z Centrum Onkologii – Instytutem im. Marii Skłodowskiej-Curie. Początkowo pracował jako asystent w Klinice Onkologii Ogólnej, następnie był starszym asystentem i adiunktem w Zakładzie Radioterapii. W latach 1984–1995 był kierownikiem Kliniki Radioterapii, następnie został kierownikiem Kliniki Nowotworów Układu Chłonnego. Od 1995 do 2002 pełnił obowiązki naczelnego radioterapeuty w Centrum Onkologii.
Był dyrektorem Polskiej Szkoły Onkologii (1994–1997). W 2000 został prezesem Polskiej Unii Onkologii. Jest współtwórcą Polskiej Grupy Badawczej Chłoniaków (w 1999 powierzono mu funkcję przewodniczącego) i Polskiego Towarzystwa Onkologii Klinicznej (w 2007 został wiceprezesem tej organizacji). Powoływany również w skład Komitetu Bioetyki Polskiej Akademii Nauk.
Odznaczony Krzyżem Kawalerskim (2002) oraz Krzyżem Oficerskim (2012) Orderu Odrodzenia Polski.

## Wybrane publikacje
- Holistyczne postępowanie w onkologii
- Radioterapia nowotworów złośliwych
- Chłoniak Hodgkina
- Postępowanie w stanach nagłego zagrożenia w onkologii (współautor)
- Przerzuty nowotworów o nieznanym umiejscowieniu pierwotnym (współautor)